# Cryptopsar ischyrhynchus
Cryptopsar ischyrhynchus (шпак маврикійський) — вимерлий вид горобцеподібних птахів родини шпакових (Sturnidae), описаний Джуліаном Хьюмом у 2014 році за скам'янілими ретштками, знайденими на острові Маврикій. Голотип (нижня щелепа) був знайдений у 1904 році, однак пролежав у музейному ящику більше ста років, що відображено у назві роду. Маврикійський шпак був ближчим до родригійського шпака (Necropsar rodericanus), ніж до реюньйонського шпака (Fregilupus varius).